# J. W. Krumpholz
James W. "J.W." Krumpholz (Condado de Orange (Califórnia), 22 de novembro de 1987) é um jogador de polo aquático estadunidense, medalhista olímpico.

## Carreira
J. W. Krumpholz fez parte do elenco medalha de prata de Pequim 2008.